# エウロペの略奪 (ヴェロネーゼ、ロンドン・ナショナル・ギャラリー)
『エウロペの略奪』（エウロペのりゃくだつ、伊: Il Ratto di Europa, 英: The Rape of Europa）は、ルネサンス期のヴェネツィア派の画家パオロ・ヴェロネーゼが1570年頃に制作した神話画である。油彩。主題はオウィディウスの『変身物語』で言及されているゼウス（ローマ神話のユピテル）がフェニキアの王女エウロペに恋をするというギリシア神話のエピソードを描いている。スウェーデン女王クリスティーナやオルレアン公爵フィリップ2世が所有した絵画の1つで、現在はロンドンのナショナル・ギャラリーに所蔵されている。また本作品のヴァリアントがヴェネツィアのドゥカーレ宮殿やローマのカピトリーノ美術館に所蔵されている。

## 主題
オウィディウスの『変身物語』第2巻によると、エウロペはフェニキアの古代都市テュロスの王女で、ゼウスは彼女を誘惑するために雪のように白い牡牛に変身して近づいたといわれる。エウロペは最初は牡牛を警戒していたが、あまりに美しく穏やだったので次第に心を許していき、撫でたり、花冠を角に巻きつけたりするうちに、勇気を出して牡牛の背中に乗ってみた。すると牡牛は立ち上がって海に入っていき、海原を渡ってクレタ島に連れ去ってしまった。こののちエウロペはゼウスと関係を持ち、後のクレタ王ミノスをはじめ、サルペドン、ラダマンテュスの3子の母となった。また彼女の名前はエウロペが海を渡った西方の地名、すなわちヨーロッパの語源になった。

## 作品

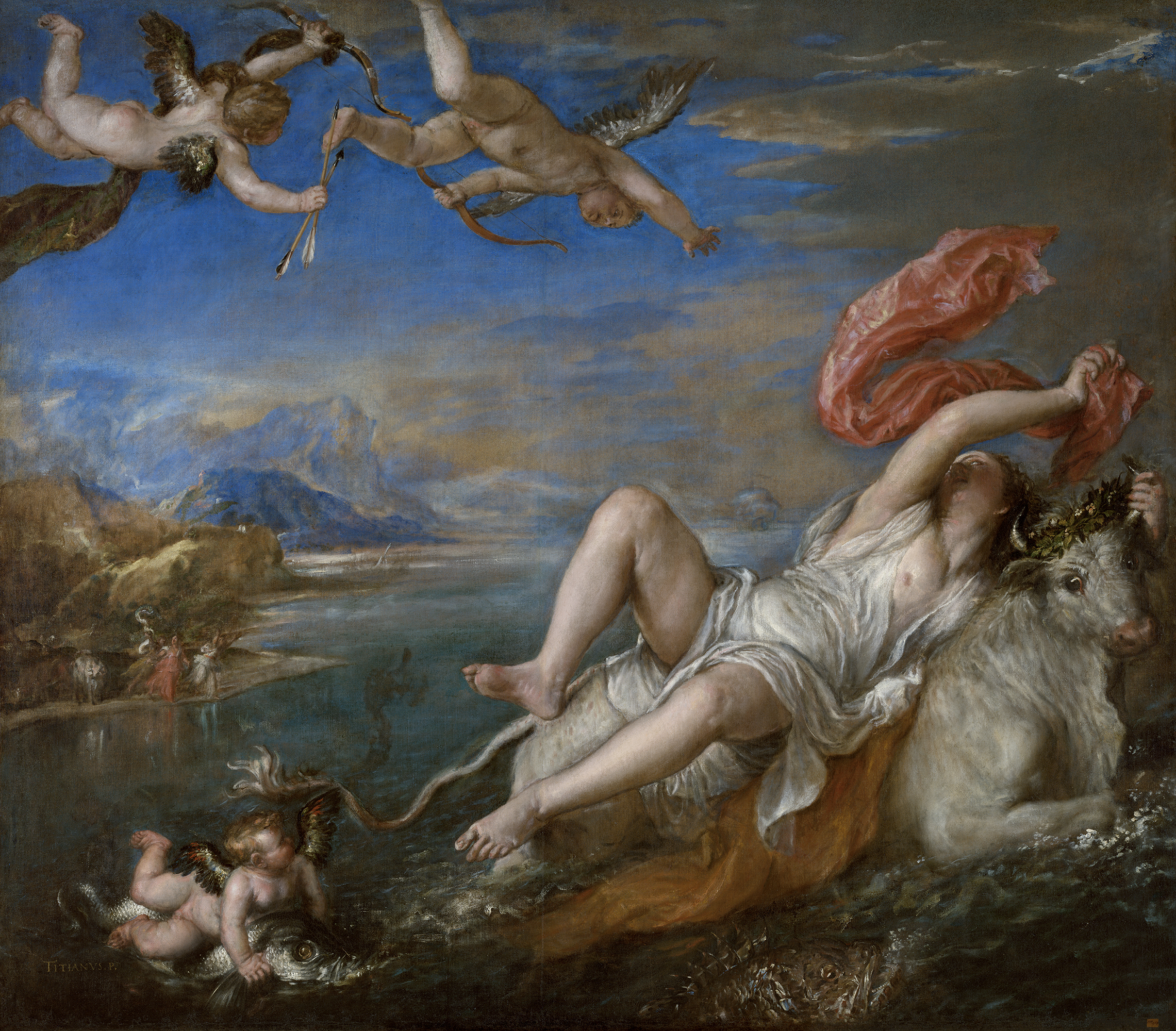
ティツィアーノ・ヴェチェッリオの『エウロペの略奪』。1559年から1562年。イザベラ・スチュワート・ガードナー美術館所蔵。

エウロペは侍女たちに手伝われて白い牡牛の背中に横向きに座ろうとしている。しかしその表情は当惑と涙が見て取れ、そのあとに待つエウロペの悲しみを仄めかしている。牡牛は大地に身を横たえて王女が背中に座るのを待っているものの、待ちきれないという様子でエウロペの足の爪先にキスをしている。また松明を携えた愛の神キューピッドは、まだ動くんじゃないと言わんばかりに牡牛の左前脚の上に立ち、牡牛の角をつかんでいる。エウロペは不安を感じているものの、画面はユーモラスであり、翼のあるプットーたちが木の幹にぶら下がり、果実をもいで地上の女たちに向けて投げ落としている。白い牡牛の頭には花冠が載せられている。地面には王女のものであろう黄色のマントが残されている。
ヴェロネーゼはティツィアーノ・ヴェチェッリオが1559年から1562年に『エウロペの略奪』（Il Ratto di Europa）で描いた海上を運ばれるエウロペの恐怖し混乱する姿ではなく、牡牛による誘惑に焦点を当てて描いた。画面左下では牡牛によって運ばれていく王女の後ろ姿が、さらに遠景の海上では海を泳いで渡る牡牛の小さな姿が異時同図法的に描かれている。
ヴェロネーゼはキャリアの初期にはモデロと呼ばれる小さな油彩の見本を描いて依頼主の承認を得たのちに、フルサイズの最終版を制作したことが分かっている。本作品はキャリアの後半に描かれたが、収集家の画廊のために描かれた神話画としてはサイズが小さいため、モデロとして描かれた可能性が指摘されている。ヴェロネーゼは同主題の作品を複数制作したが、本作品に基づいて正確に描いた作品は知られていない。可能性として考えられるのは、有力な後援者であったヤコポ・コンタリーニ（Jacopo Contarini）の発注でヴェネツィアのドゥカーレ宮殿のために制作した大作『エウロパの略奪』のための習作だったのではないかということである。その後、小規模のキャビネット絵画として販売されたか、もともとキャビネット絵画として制作された可能性が指摘されている。
ドゥカーレ宮殿の作品と比較すると構図は左右反転しており、侍女の数などの違いがある。

## 来歴
絵画は1637年に神聖ローマ皇帝ルドルフ2世のコレクションにヴェロネーゼの作品として記録された。のちにスウェーデンに略奪され、スウェーデン女王クリスティーナやオルレアン公爵によって所有された。オルレアン公爵のコレクションにおいてはパレ・ロワイヤルで衆目を集める場所に展示されたことが知られており、本作品に与えられた評価の高さがうかがえる。1831年にナショナル・ギャラリーの初期コレクション形成に貢献した牧師ウィリアム・ホルウェル・カーから遺贈された。

## 修復
もともと絵画はその色彩が高く評価されていたが、1851年までにワニスが黒く変色していることが報告され、1881年にさらにワニス層が追加された。この19世紀に塗布された非常に厚い2層のワニスのために絵画は暗く変色し、20世紀には美術館のどの絵画よりもワニスが濃くなった。そのため歴史的に高名なコレクションの一部であったにもかかわらず、ヴェロネーゼの作品であるとは考えられないようになった。しかし1999年に行われた修復でワニス層が除去されると、ヴェロネーゼの典型的な技法や色彩が非常によく保存されていることが判明した。

## ギャラリー
ヴェロネーゼの同主題の他の作例

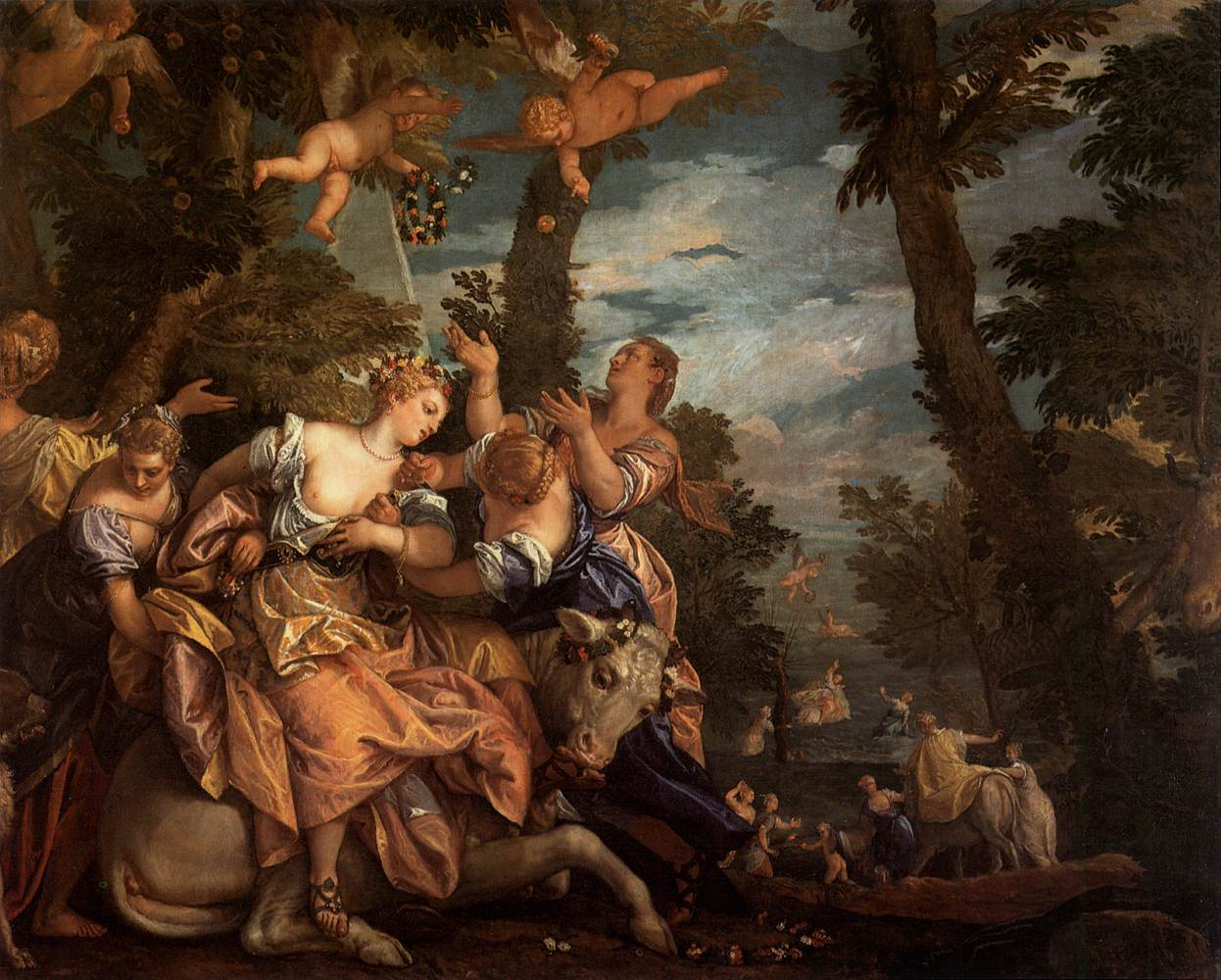
1578年頃 ドゥカーレ宮殿所蔵
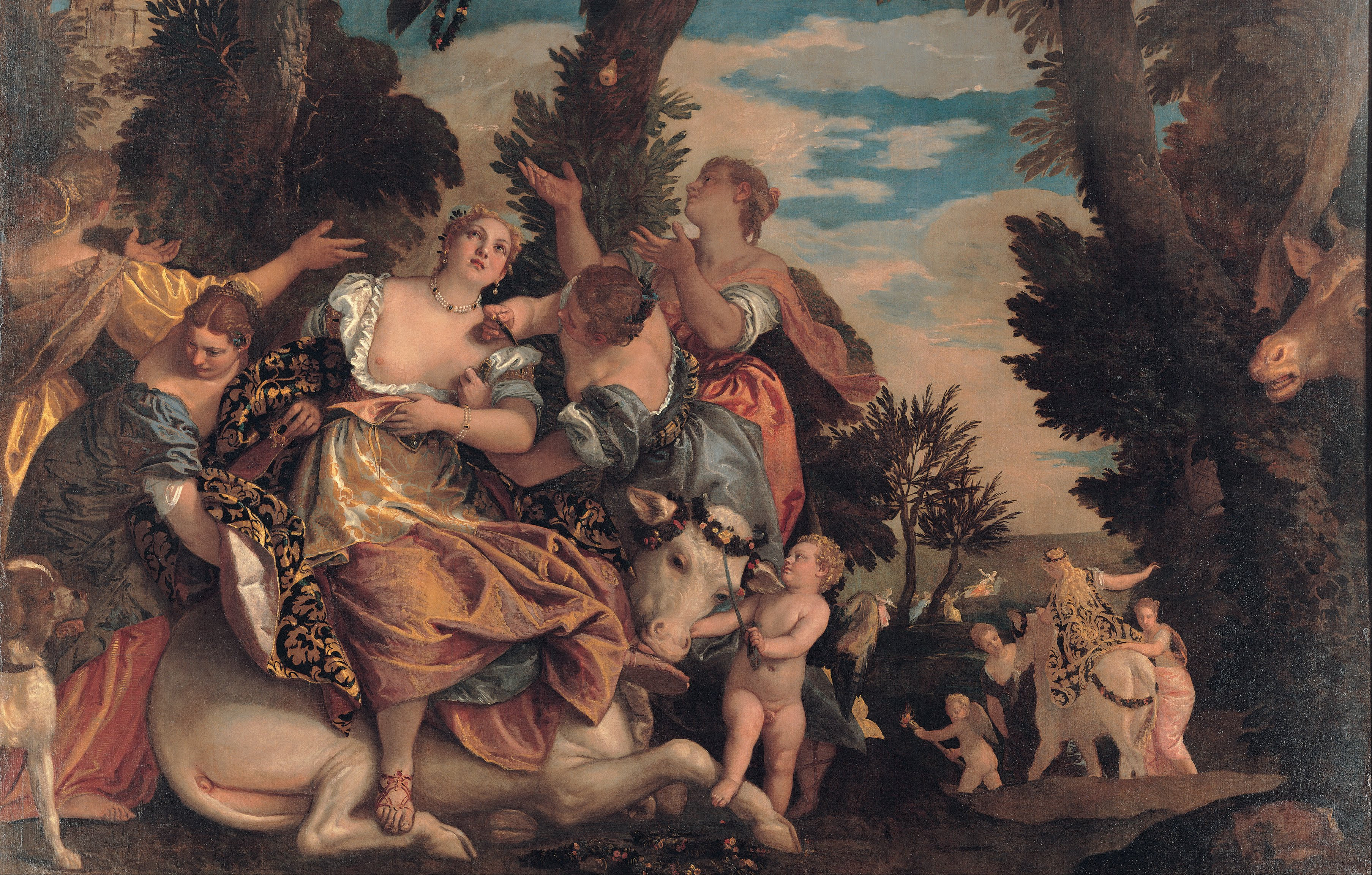
1581年から1584年の間 カピトリーノ美術館所蔵